# Juan Guillermo Castillo
Juan Guillermo Castillo Iriart (Durazno, Uruguay, 1978. április 17.) uruguayi labdarúgó, aki jelenleg a Danubióban játszik kapusként.

## Pályafutása
Castillo 1999-ben került fel a Defensor Sporting ifiakadémiájáról az első csapathoz. 2001-ben kölcsönvette a Huracán Buceo, majd 2006-ban a Peñarolhoz szerződött. 2008 januárjában két évre aláírt a brazil Botafogóhoz. A 2008-as szezon nagy részét ki kellett hagynia egy súlyos térdsérülés miatt. 2009. május 24-én, a Grêmio ellen térhetett vissza. 2010-ben a Deportivo Cali hoz igazolt. 2011-ben a Colo-Colo hoz igazolt.

## Válogatott
Castillo 2007 óta tagja az uruguayi válogatottnak. Részt vett a 2007-es Copa Américán és behívót kapott a 2010-es világbajnokságra is, ahol eddig egyetlen mérkőzésen sem lépett pályára.

## Külső hivatkozások
- Pályafutása statisztikái
- Brazíliai pályafutása Archiválva 2009. február 1-i dátummal a Wayback Machine-ben

## Fordítás
- Ez a szócikk részben vagy egészben  a   Juan Guillermo Castillo című angol Wikipédia-szócikk fordításán alapul.  Az eredeti cikk szerkesztőit annak laptörténete sorolja fel. Ez a jelzés csupán a megfogalmazás eredetét és a szerzői jogokat jelzi, nem szolgál a cikkben szereplő információk forrásmegjelöléseként.